# Kynthos
Koordinaten: 37° 23′ 45,2″ N, 25° 16′ 20,7″ O
Als Kynthos (griechisch Κύνθος) wird eine kleine Befestigungsanlage der frühbronzezeitlichen Kykladenkultur auf dem gleichnamigen Berg auf der Kykladeninsel Dilos bezeichnet. Mindestens zwei Besiedelungsphasen sind nachweisbar, ohne erkennbare Gewaltspuren wurde Kynthos während der Periode Frühkykladisch III A aufgegeben. Die Keramikfunde befinden sich im Archäologischen Museum Dilos.

## Archäologische Ausgrabungen
Bei den Grabungen der École française d’Athènes unter Leitung von J. Albert Lebègue wurde ab 1873 auch der Gipfelbereich des Berges untersucht. Allerdings lag dabei das Hauptaugenmerk auf den antiken Heiligtümern. Die Grabungsergebnisse wurden 1876 in einer umfangreichen Monographie veröffentlicht. Die Reste einer prähistorischen Siedlung wurden 1916 bei Grabungen unter der Leitung von André Plassart beim antiken Heiligtum des Zeus Kynthios und der Athena Kynthia aus dem 3. Jahrhundert v. Chr. entdeckt, die Grabungen 1921 abgeschlossen und die Ergebnisse 1928 veröffentlicht. Die von Plassart festgestellten Bebauungsstrukturen waren Ende der 1970er nur noch schwer nachvollziehbar, Mauern waren eingestürzt und das Gelände war größtenteils überwuchert. Die Beschreibung Plassarts in Verbindung mit den Grabungsergebnissen von Eva-Maria Bossert auf Syros und John Langdon Caskey auf Kea ermöglichten ein besseres Verständnis frühkykladischer Siedlungen und einzelner Funktionen. Joseph Alexander Macgillivray konnte 1980 anhand von Gebäudestrukturen, Konstruktionsdetails und Keramikstudien zwei Siedlungsphasen nachweisen, nach Plassart soll noch eine dritte vorliegen. Anzeichen für eine spätere Wiederbesiedelung in der späten Bronzezeit liegen nicht vor. 

## Lage

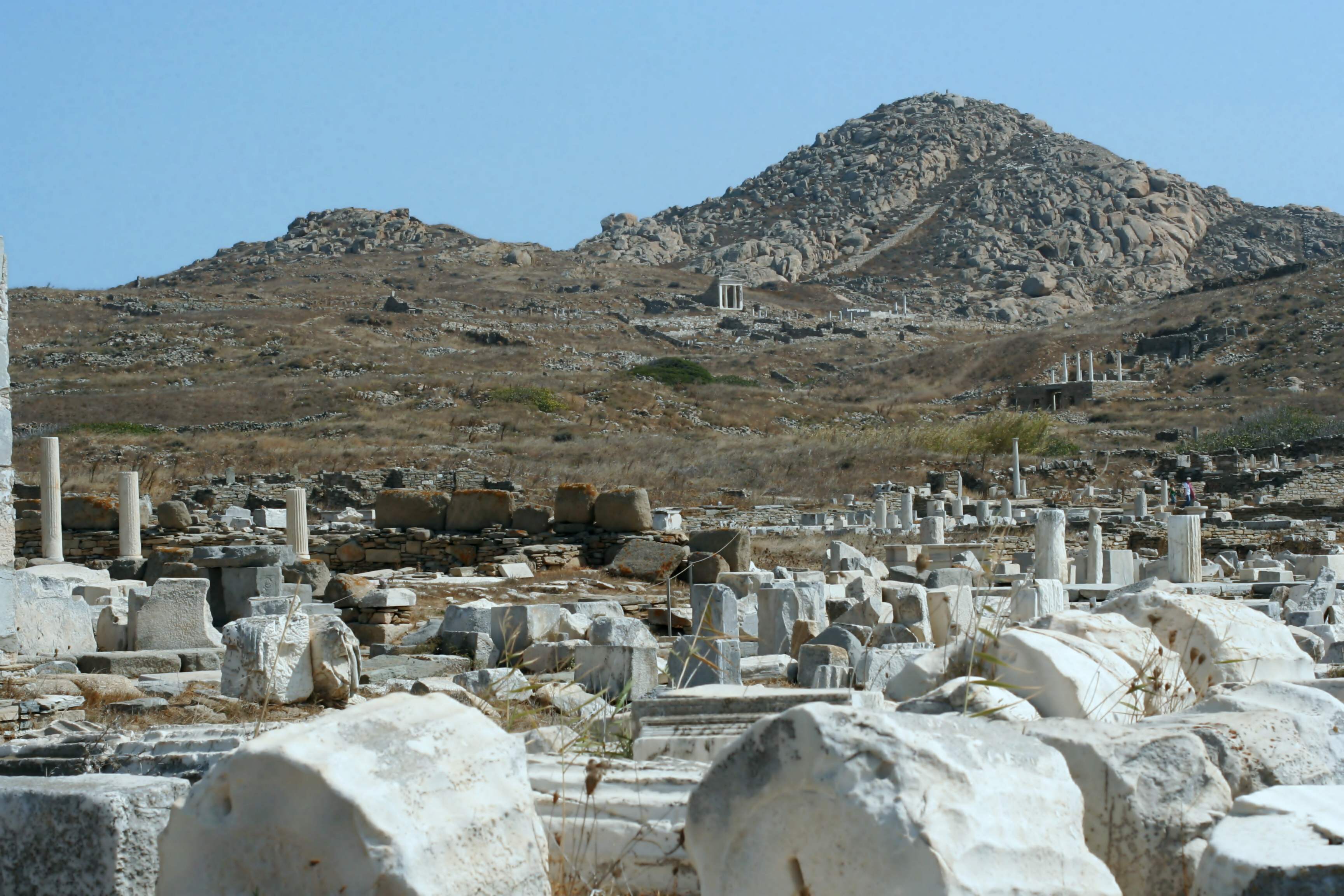
Berg Kynthos, im Vordergrund antike Ruinen

Die befestigte Siedlung Kynthos liegt auf einer schwer erreichbaren Hügelspitze, der mit 112 m dominierenden Erhebung Kynthos von Dilos. Die Überreste der Befestigungsanlage erstrecken sich auf dem Gipfelplateau des Berges auf einer Fläche von 400 m². Teilweise ist die Anlage durch das antike Heiligtum des Zeus Kynthios und der Athena Kynthia überbaut. 

## Anlage
Die befestigte Siedlung Kynthos zählt zu den bedeutendsten Vertretern der Kastri-Gruppe. Erstmals in der frühen Frühkykladisch-II-Periode besiedelt, entstand in Frühkykladisch III A in drei Bauphasen eine gut organisierte Siedlung aus etwas mehr als 12 Räumen. Bedeutende Gebäudereste konnten an der Nord-, West- und Südwestseite der Hügelspitze und teilweise unter den hellenistischen Ruinen nachgewiesen werden. Der vollständige bronzezeitliche Grundriss ist durch das später teilweise darüber errichtete antike Heiligtum nicht bekannt.
Die an der Peripherie eng aneinander liegenden, kleinen Räume bildeten eine äußere Umfassungsmauer. Das Bodenniveau der Gebäude liegt etwa 4 m unterhalb der höchsten Erhebung. Das zweischalige Mauerwerk war aus großen, flachen Steinplatten in mehr oder weniger regelmäßigen Schichten errichtet. Die Füllung aus kleineren Steinen war mit Steinwerkzeugen und Scherben der früheren Siedlungsphase durchmischt.
Zugang zur prähistorischen Siedlung bestand von der Südwest-Seite vermutlich über eine steile Klippe, ähnlich dem späteren Verlauf der Treppe zum Heiligtum. Der etwa 3 Meter lange Eingangsbereich θ verjüngt sich von 1,5 auf 1 Meter. Allgemein werden die an der Südseite gelegenen Räume ζ und η auf Grund ihrer Lage und stabilen Konstruktion als Bastion angesehen. Auch die mögliche Funktion als Wachturm wurde vorgeschlagen. Vom Eingangsbereich führten die beiden Gassen ε und μ in den inneren Siedlungsbereich. Über die schmale, sich verengende Gasse ε gelangte man zu den südwärts gelegenen Räumen γ und δ. Sie bildeten die Südwestgrenze der Siedlung. Wegen der aufgefundenen Fragmente von Vorratsgefäßen, Steinplatten und Mahlsteine werden Raum γ sowie der nördlich gelegene Raum ι als Lagerräume angesehen. Die Funktion von κ direkt nördlich des Eingangsbereichs ist ungeklärt. Vom Eingangsbereich führt Gasse μ nach Norden und geht in den Bereich μ' über.

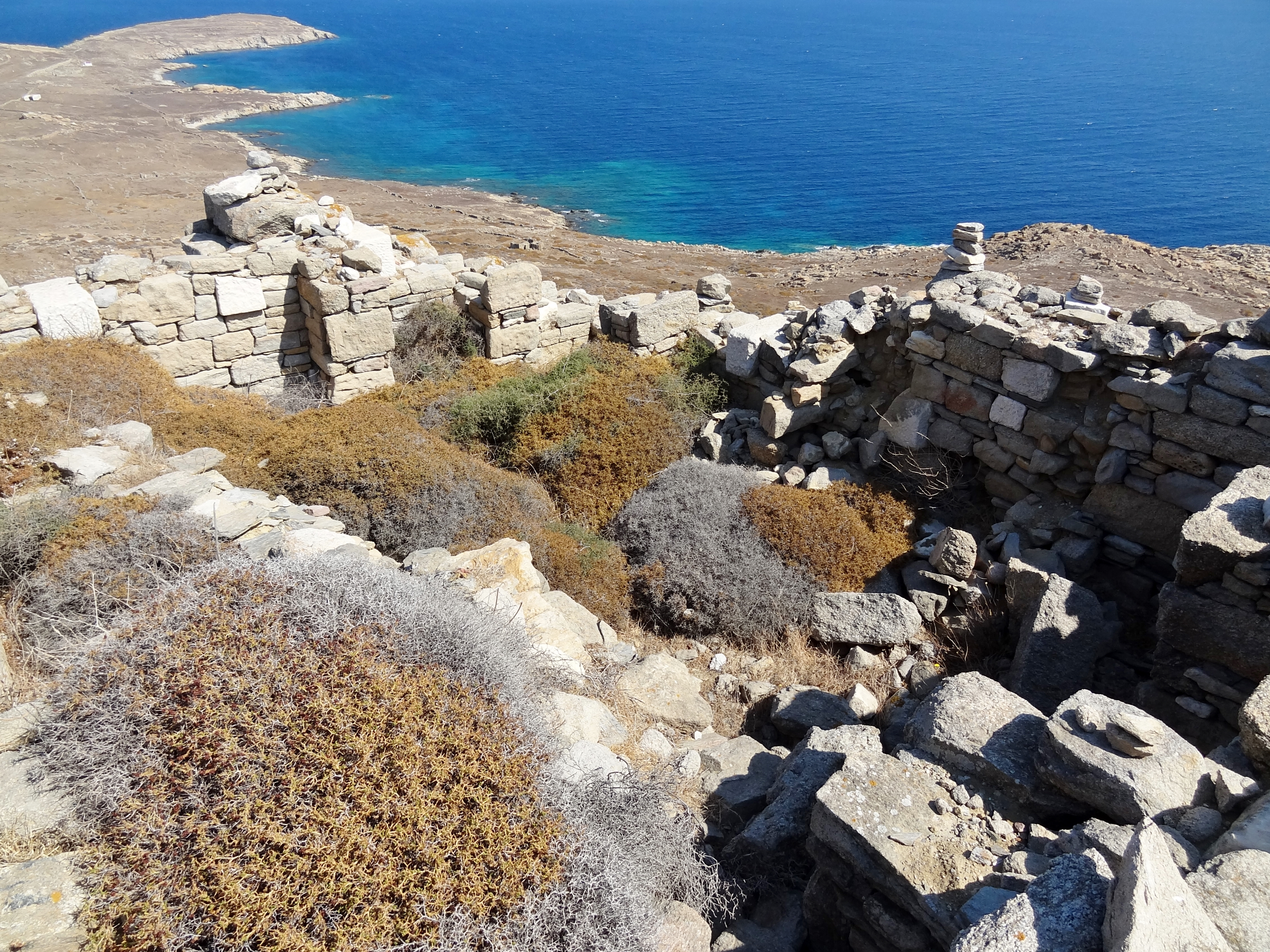
Raum ψ und Fundamente der nordöstlichen Ecke des Peribolos

Im nordwestlichen Bereich wurden drei stratigraphische Schichten nachgewiesen. Nach den zahlreichen Scherben und Steinwerkzeuge diente Raum λ wahrscheinlich als Wohnraum. Von den nördlich anschließenden Räumen π, ρ und σ mit rechteckigem Grundriss fehlen die Nord- und Westseite. Die Überreste einer starken Mauer von Norden nach Süden unter den Räumen ρ und σ werden der Befestigung einer älteren Bauphase zugerechnet. Der nördliche Siedlungsbereich ist fast vollständig zerstört. Die einzig erkennbaren Strukturen im nordöstlichen Siedlungsbereich mit den Apsidenhäusern φ, χ und ψ dienten wahrscheinlich Wohnzwecken. Als Stützmauern für ehemals höher gelegene Räume werden die Mauerreste von ν, ξ, ο und ω gedeutet. Die Zugehörigkeit der Mauerstrukturen α und β im Süden der Siedlung ist unklar, da prähistorische und archaische Scherben durchmischt aufgefunden wurden.

## Funde
Da die Keramikfunde Plassarts nicht mehr der Schichtabfolge zuzuordnen waren, hat Macgillivray anhand von Formen und stratifiziertem Material anderer Fundorte drei Keramikgruppen unterschieden. Die Gruppe A basiert auf Ähnlichkeiten in Form und Oberflächenbehandlung mit der FK-II-Keramik von Agia Irini II auf Kea und Phylakopi A2 auf Milos. Die Saucieren, glasierte Schüsseln und Schalen zeigen Parallelen mit Fundorten in Mittel- und Südgriechenland und könnten auf Kontakte mit diesen Gebieten hinweisen.

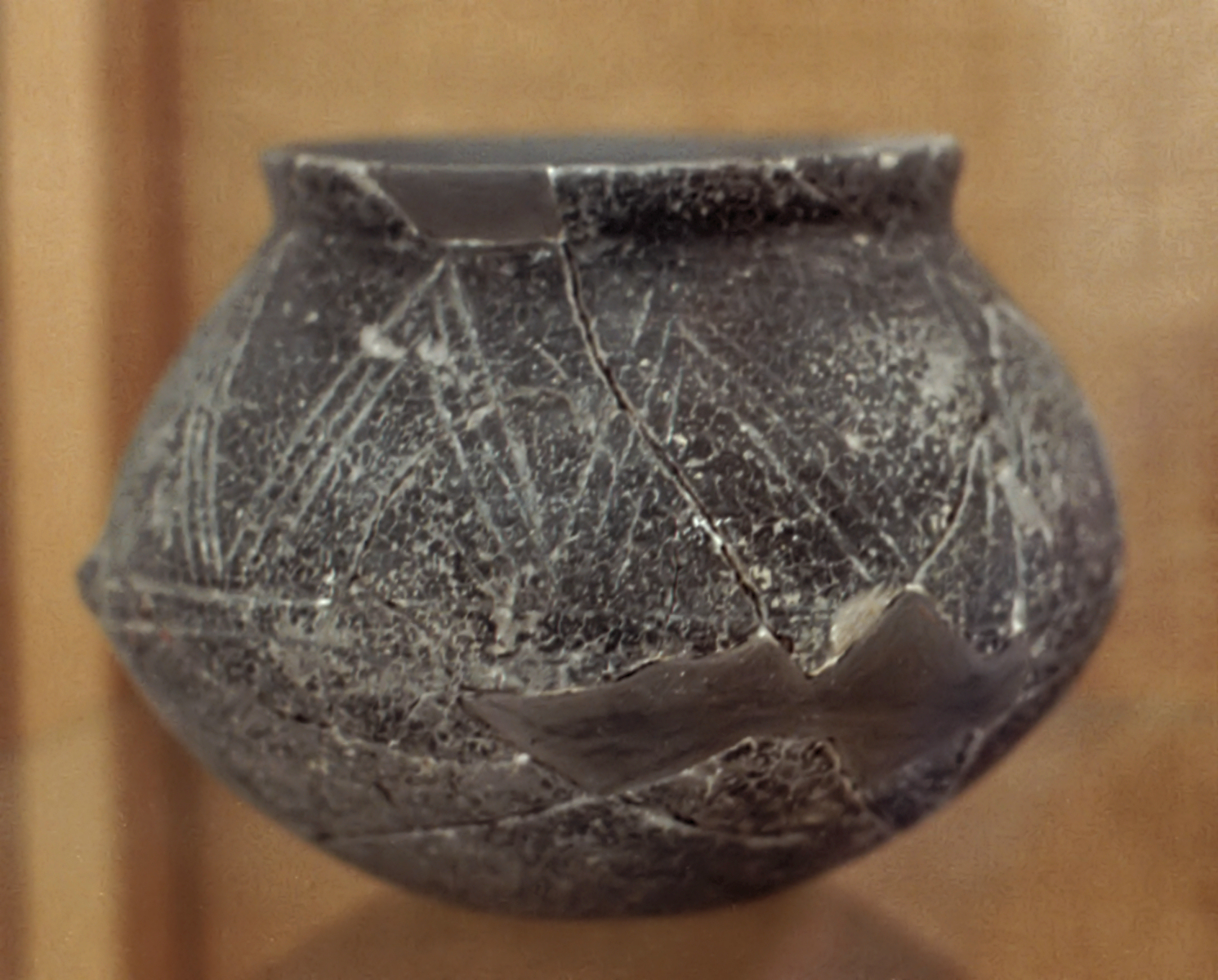
Ritzverzierte sphärische Pyxis (FK IIIA), Archäologisches Museum Delos

Die Formen der Gruppe Β werden dem Zeitraum Frühkykladisch III A zugerechnet und sind besonders von Agia Irini III und von Kastri auf Syros bekannt. Neben möglicherweise lokalen kykladischen Formen wie Kalottenschale, ritzverzierter Pyxis und dem Kännchen sind auch ostägäisch-westkleinasiatische Formen wie der „trojanische“ Henkelbecher, die glockenförmige Tasse und die konisch geradwandige Schale vertreten. Das Vorkommen von Keramikformen der Gruppe Β auf den Kykladen in Attika, Euböa, Böotien und Thessalien weist auf einen anatolischen Einfluss in der Ägäis während FK III hin.
Nicht zuzuordnende Formen vor allem Gebrauchskeramik wurden in Gruppe A/B gestellt. Auch Steinpaletten, Reibesteine, Steinstößel und Obsidianklingen zählen zu den Funden.

## Bedeutung
Die Gründung von befestigten Siedlungsplätzen der späten Kastri-Gruppe in FK II auf schwer erreichbaren Höhen mit nur einer Zugangsmöglichkeit war oft mit einem Siedlungswechsel verbunden. Die extrem steile, hohe und felsige Lage ermöglichte die Kontrolle über Meeres- und Küstengebiete und war bedeutendster Faktor der Verteidigungsstrategie. Die sehr dichte Bebauungsstruktur aus Räumen oder Häusern mit unregelmäßigem Grundriss und engen, verwinkelten Gassen auf dem Berg Kynthos bot Raum für maximal 50 Einwohner oder bis zu zehn Haushalte. Wie Korfari ton Amygdalion bildete Kynthos eine kompakte Anlage, war aber dauerhaft besiedelt. Das Anlegen von Wasser- und Nahrungsvorräten an den oft wasserlosen Standorten war für den Belagerungsfall notwendig, worauf besonders die große Anzahl der Scherben von Vorratsgefäßen hinweist.
Typisch für die frühbronzezeitlichen Befestigungsanlagen auf den Kykladen ist die Lage im Gipfelbereich. Dabei wurden anstehende Felsen und Geröllblöcke in den Verlauf der Festungsmauer einbezogen. Die Festungsmauern in charakteristischer Trockenmauerbauweise waren bei kleineren Siedlungen in die Innenbebauung integriert. Zugang bestand fast immer durch eine symmetrische Torgasse mit Bastionen, größere Anlagen wie Markiani auf Amorgos oder Kastri auf Syros waren zusätzlich durch ein gestaffeltes Verteidigungssystem aus Hauptmauer mit hufeisenförmigen Bastionen und Vormauer gesichert. Bei kleineren Siedlungsplätzen wie Kynthos und Korfari ton Amygdalion bilden eng aneinander liegende Räume mit einer Verstärkung der Gebäudeaußenseite die Festungsmauer.